# 矮两歧飘拂草
矮两歧飘拂草（学名：Fimbristylis dichotoma f. depauperata）为莎草科飘拂草属两歧飘拂草下的一个变型。

## 扩展阅读
- 維基物種上的相關：矮两歧飘拂草